# خلیج تولو
خلیج تولو (به انگلیسی: Gulf of Tolo) (اندونزیایی: Teluk Tolo یا Towori) که همچنین با عنوان خور تولو (Bay of Tolo) نیز شناخته می‌شود، پهنه آبی است که بین شبه جزیره شرقی و شبه جزیره جنوب شرقی در جزیره سولاوسی (Celebes)، اندونزی قرار دارد.
برخلاف خلیج تومینی که در سمت شمال  یا خلیج بونی که در جنوب غربی آن واقع شده‌اند،  خور تولو توسط سازمان آب‌نگاری بین‌المللی به عنوان یک خلیج به رسمیت شناخته نشده است. در عوض، آن را به عنوان بخشی از دریای باندا درنظر گرفته‌اند. 